# Storbritanniens Nordirlanddepartement
Storbritanniens Nordirlanddepartement (NIO; iriska: Oifig Thuaisceart Éireann, Ultsterskotska: Norlin Airlann Oaffis) är den brittiska regeringens departement för Nordirland. Det leds av Storbritanniens minister för Nordirland, med bas i Stormont House.
Departementet skapades 24 mars 1972.

### Fotnoter
1. ↑  Focal.ie[död länk]
2. ↑  Tha Owersman fur tha Polis Arkiverad 16 juli 2012 hämtat från the Wayback Machine. Police Ombudsman for Northern Ireland.